# アンジェロ・マッカリエロ・ネト
アンジェロ (Angelo) こと、アンジェロ・マッカリエロ・ネト（Angelo Maccariello Neto、1955年5月11日 - ）は、ブラジル出身のサッカー指導者。

## 経歴
SCコリンチャンス・パウリスタで長くフィジカルコーチを務め、1989年には暫定監督として指揮を執った。その後はイトゥアーノFCなどサンパウロ州内のクラブに所属。
1992年、イトゥアーノの同僚だったテイシェイラやアマラオと共に訪日し、東京ガスサッカー部（後のFC東京）に加入。今井敏明の下でフィジカルコーチを務めた。2000年には今井が監督を務める川崎フロンターレから招聘され再訪日。
2002年から2004年にかけては小林伸二と行動を共にし、大分トリニータ及びセレッソ大阪に所属した。
2006年には横浜F・マリノスで指導に当たったが、シーズン途中で岡田武史監督と共に退任。

## 指導歴
- 1975年 - 1978年  クルーベ・アルトス・ドス・ピニェイロス
- 1978年  ACMサンパウロ
- 1979年 - 1989年  SCコリンチャンス・パウリスタ
- 1989年  SCコリンチャンス・パウリスタ : 監督
- 1989年 - 1991年  イトゥアーノFC
- 1990年  インテル・デ・リメイラ
- 1991年  ECタウバテ
- 1991年  GEノヴォリゾンチーノ
- 1992年 - 1995年  東京ガスサッカー部
- 1996年 - 2000年  SCコリンチャンス・パウリスタ : スーパーバイザー[8]
- 2000年6月 - 12月  川崎フロンターレ
- 2002年 - 2003年  大分トリニータ
- 2004年7月[9] - 12月  セレッソ大阪
- 2006年1月 - 8月[7] 横浜F・マリノス

※ 特筆なき限り、役職はフィジカルコーチ